# 1390
سنة 1390 كانت سنة بسيطة تبدأ يوم السبت (الرابط يظهر نموذج التقويم الكامل للسنة) من التقويم اليولياني.

## مواليد
- يان فان آيك

## وفيات
- ابن أبي العز
- خوان الأول ملك قشتالة
- سعد الدين التفتازاني
- عصار التبريزي شاعر إيراني
- كيراتسا من بلغاريا
- ميكلوش تولدي